# حمله به ناحیه مقاومت بسیج نیکشهر
حمله به ناحیه مقاومت بسیج نیکشهر یک حمله مسلحانه به ناحیه مقاومت بسیج در شهر نیکشهر سیستان و بلوچستان بود که در روز شنبه ۱۳ بهمن ۱۳۹۷ روی داد. در این حمله که توسط دو فرد مسلح صورت گرفت، ۱ نفر از نیروهای سپاه پاسداران کشته و ۵ نفر مجروح شدند.

## پیشینه
در روز جمعه ۶ مهر ۱۳۹۷ روابط عمومی قرارگاه قدس نیروی زمینی سپاه پاسداران از انجام یک عملیات علیه آنچه آن را «یک تیم تروریستی وابسته به استکبار جهانی» نامید، در منطقه مرزی سراوان و کشته و زخمی شدن ۶ تن از اعضای آن خبر داد. به گفته محمد پاکپور فرمانده نیروی زمینی سپاه در این عملیات چهار تن از افراد این تیم کشته و دو تن نیز زخمی شدند و مابقی افراد به کشور پاکستان گریختند. به گفته وی پس از شناسایی اجساد کشته‌شدگان مشخص شد که یکی از آن‌ها ملا هاشم نکری نفر دوم گروه جیش‌العدل است که طی سال‌های اخیر فرماندهی بسیاری از عملیات‌ها علیه پاسگاه‌ها و مقرهای مرزهای جنوب شرق کشور در استان سیستان و بلوچستان را بر عهده داشته است.

## جزئیات
در صبح روز شنبه ۱۳ بهمن ۱۳۹۷ دو فرد مسلح با عبور از دیوار ناحیه مقاومت بسیج شهر نیکشهر اقدام به تیراندازی کور کردند. طی این حادثه تعدادی از نیروهای مخابرات سپاه که در حال سیم کشی پایگاه بودند مورد اصابت گلوله قرار گرفتند که در نتیجه یکی از کارکنان سپاه به نام مرتضی علی احمدی کشته و پنج نفر نیز مجروح شدند.

## مسئولیت
دادستان نیکشهر گروه «جیش العدل» را به عنوان عامل این حمله اعلام کرد. ساعتی بعد جیش العدل با انتشار بیانیه‌ای مسئولیت این حمله را برعهده گرفت.